# خوان خرمن روستیو
خوان خرمن روستیو (انگلیسی: Juan Germán Roscio; ۲۷ مهٔ ۱۷۶۳ – ۱۰ مارس ۱۸۲۱) سیاست‌مدار، دیپلمات، وکیل، روزنامه‌نگار، و نویسنده اهل ونزوئلا با ریشه و اصالتی ایتالیایی بود. او به عنوان وزیر امور خارجه از کاراکاس اولین وزیر امور خارجه ونزوئلا و به عنوان رئیس اجرایی در اولین دولت جمهوری ونزوئلا خدمت کرد. او همچنین سردبیر اصلی اعلامیه استقلال ونزوئلا و معمار اصلی قانون اساسی ونزوئلا در سال ۱۸۱۱ و قوانین انتخابات برای انتخاب اولین کنگره بود او همچنین رئیس کنگره آنگستورا در سال ۱۸۱۹ و همچنین معاونت رئیس جمهور در کلمبیای بزرگ را بر عهده داشته‌است.

## زندگی‌نامه
روستیو از در خانواده‌ای مهاجر و ایتالیایی‌تبار از شهر میلان، در لا ویکتوریا، ونزوئلا متولد شد. به هنگام زندگی در سان فرانسیسکو د تیزنادوس ایتالیایی و لاتین را فراگرفت. در سال ۱۷۷۴ به کاراکاس رفت تا تحصیلاتش را ادامه دهد. او قانون مدنی را مطالعه کرد و به ترتیب در سال‌های ۱۷۹۴ و ۱۸۰۰ به درجه حقوق قانونی و قانون مدنی دست یافت.
او پس از یک دوره ۹ ساله درگیری تبعیض معدنی قانونی در کالج پذیرفته شد به همین دلیل روستیو به عنوان مدافع حقوق مدنی و مبارزه با تبعیض شناخته می‌شود.
او با ماریا دولورس ازدواج کرد و فرزندش کارمن روسیو کوئوسا در ۱۰ مارس ۱۸۲۱ متولد شد.

## سیاست
روستیو یکی از مهمترین نظریه پردازان اعلامیه استقلال ونزوئلا بود و نقش برجسته ای در انقلاب ۱۹۱۰ آوریل ۱۸۱۰ به عنوان «نماینده مردم» داشت. او در کنگره به عنوان نماینده برای کالابوزو برای اصلاح اعلامیه استقلال در تاریخ ۵ ژوئیه ۱۸۱۱ شرکت کرد. وی همچنین به اصلاح قانون اساسی فدرال ۱۸۱۱، که در ۲۱ دسامبر ۱۸۱۱ تصویب شد، کمک کرد.
به دنبال پیروزی دومینگو دو مونتهدرد و شکست نخستین جمهوری، روسیو در آرسنال د لا کاراکه در اسپانیا به زندان فرستاده شد. سپس به سئوتا فرستاده شد. در سال ۱۸۱۴ به همراه سه زندانی دیگر به جبل الطارق فرار کرد اما مقامات انگلیس او را به اسپانیا بازگردانند. روستیو از طریق دوست نزدیکش توماس ریچارد نامه‌ای به جرج چهارم پادشاه پادشاهی متحدهٔ بریتانیای کبیر و ایرلند و شاه هانوفر فرستاد که با تصمیم فردیناند هفتم اسپانیا از پادشاهان اسپانیا، هر چهار زندانی آزاد شدند.
روستیو سپس به جامائیکا و سپس ایالات متحده سفر کرد، جایی که او Triunfo de la libertad sobre el despotismo (فیلادلفیا، ۱۸۱۷) منتشر کرد. وی در سال ۱۸۱۸ در انگوستورا، در طول تشکیل جمهوری سوم ونزوئلا و اصلاح گران کلمبیا، از سیمون بولیوار حمایت کرد. در طی این زمان او به عنوان وزیر امور مالی و رئیس کنگره آنگستورا و همچنین معاون رئیس گروه ونزوئلا و کلمبیای بزرگ خدمت کرد.
روستیو در آستانه انتخاب ریاست کنگره در تاریخ ۱۰ مارس ۱۸۲۱ درگذشت.
روستیو پول کاغذی در ونزوئلا ایجاد کرد و نام «بولیوار» را پیشنهاد کرد، که تا به امروز باقی مانده‌است.